# Нокере Курсе 2023
76-й выпуск  Нокере Курсе — шоссейной однодневной велогонки по дорогам Бельгии. Гонка прошла 15 марта 2023 года в рамках ПроСерии UCI 2023 1.Pro. Победу второй раз подряд одержал бельгийский гонщик Тим Мерлир.

## Участники
В гонке приняли участие 20 команд: 8 команд категории UCI WorldTeam, 11 проконтинентальных команд и 1 континентальная.
| UCI WorldTeams (8)- Alpecin-Deceuninck - Cofidis - Groupama-FDJ - Intermarché-Circus-Wanty - Soudal Quick-Step - Team DSM - Trek-Segafredo - UAE Team Emirates UCI ProTeams (11)- Bingoal WB - Bolton Equities Black Spoke Pro Cycling - Euskaltel-Euskadi - Human Powered Health - Israel-Premier Tech - Lotto Dstny - Q36.5 Pro Cycling Team - Team Corratec - Team Flanders-Baloise - Team Novo Nordisk - Uno-X Pro Cycling Team UCI Continental Team- Tarteletto-Isorex |
| |

## Маршрут
Трасса включала 12 подъёмов и 25 км брусчатки.

## Ход гонки
Гонка отметилась большим количеством завалов, которые начались практически со старта.

### Ранний отрыв и борьба за лидерство
Уже на ранних этапах пелотон столкнулся с активными атаками. Alpecin-Deceuninck включился в преследование отрыва, но Робин Колман выбыл из-за механической проблемы, а Мик ван Эмпел исчерпал силы за 45 км до финиша.
Вскоре Том Де Вриндт и Сеп Ванмарке предприняли мощные атаки. Ванмарке попытался растянуть пелотон, но не смог оторваться. Арйен Ливинс ненадолго ушел вперед, но был быстро настигнут. Перед финальным кругом произошло общее перегруппирование, а Виктор Кампенартс, попытавшись атаковать, потерпел падение.

### Решающие атаки и борьба за победу
Гонка вновь оживилась благодаря атаке Lotto Dstny — Яспер Де Бёйст сумел создать 20-секундный отрыв, но был пойман на участке Ланге Аст. Воспользовавшись замешательством, Сэм Уотсон (Groupama-FDJ) ушел в сольный отрыв, но за 5 км до финиша его догнал Флориан Вермеерш.
К Вермеершу присоединились Ванмарке и Лоранс Питье, создав небольшой отрыв. Несмотря на их усилия, пелотон, хоть и пострадавший от очередного падения Кампенартса, начал сокращать разрыв.

### Триумф Тим Мерлира
В последний километр трио вошло с преимуществом всего в 5 секунд, но этого оказалось недостаточно. Пелотон, возглавляемый Бертом Ван Лерберге, начал финальный рывок. Бельгийский чемпион Тим Мерлир (Soudal Quick-Step) стартовал первым на подъеме Нокереберг и удержал лидерство до финиша, опередив Эдварда Тёнса (Trek-Segafredo) и Милана Ментена (Lotto Dstny).

## Результаты
| \| Генеральная классификация \| Генеральная классификация \| Генеральная классификация \| Генеральная классификация \| Генеральная классификация \| \| Гонщик \| Гонщик \| Команда \| Время \| \| \| ------------------------- \| ------------------------- \| ------------------------- \| ------------------------- \| ------------------------- \| \| 1-й \| Тим Мерлир \| Soudal Quick-Step \| 4ч 19' 14 \| \| \| 2-й \| Эдвард Тёнс \| Trek-Segafredo \| + 0 \| \| \| 3-й \| Милан Ментен \| Lotto Dstny \| + 3 \| \| \| 4-й \| Тимо Келих \| Alpecin-Deceuninck \| + 3 \| \| \| 5-й \| Льюис Аски \| Groupama-FDJ \| + 3 \| \| \| 6-й \| Сеп Ванмарке \| Israel-Premier Tech \| + 3 \| \| \| 7-й \| Louis Blouwe \| Bingoal WB \| + 3 \| \| \| 8-й \| Лоренс Пити \| Groupama-FDJ \| + 3 \| \| \| 9-й \| Кристоф Нопп \| Cofidis \| + 3 \| \| \| 10-й \| Сьёрд Бакс \| UAE Team Emirates \| + 7 \| \| |              |                     |           |
| |              |                     |           |
| Источник: ProCyclingStats |              |                     |           |
| Генеральная классификация |              |                     |           |
| Гонщик | Гонщик       | Команда             | Время     |
| 1-й | Тим Мерлир   | Soudal Quick-Step   | 4ч 19' 14 |
| 2-й | Эдвард Тёнс  | Trek-Segafredo      | + 0       |
| 3-й | Милан Ментен | Lotto Dstny         | + 3       |
| 4-й | Тимо Келих   | Alpecin-Deceuninck  | + 3       |
| 5-й | Льюис Аски   | Groupama-FDJ        | + 3       |
| 6-й | Сеп Ванмарке | Israel-Premier Tech | + 3       |
| 7-й | Louis Blouwe | Bingoal WB          | + 3       |
| 8-й | Лоренс Пити  | Groupama-FDJ        | + 3       |
| 9-й | Кристоф Нопп | Cofidis             | + 3       |
| 10-й | Сьёрд Бакс   | UAE Team Emirates   | + 7       |